# Mascate et Oman
Pour les articles homonymes, voir Mascate et Oman.
1856–1970
Entités précédentes :
- Imamat d'Oman
- Sultanat de Mascate
- Empire d'Oman

Entités suivantes :
- Oman
- Sultanat de Zanzibar (1861)
- Protectorat d'Aden

Mascate et Oman (en arabe : مسقط وعمان, Salṭanat Masqaṭ wa-‘Umān) était un sultanat établi dans le sud-est de l'Arabie et sur les côtes orientales de l'Afrique (Zanguebar) de 1856 à 1970. L'actuel sultanat d'Oman en est l'héritier.

## Nom
Strictement parlant, Oman (imamat d'Oman, en arabe : عُمان الوسطى ʿUmān al-Wusṭā) est la partie intérieure et continentale de la région sans accès à la côte et avec comme capitale la ville de Nizwa. Mascate est un sultanat côtier, dont les dirigeants ont en fait procédé à une expansion, y compris outre-mer. Mascate historique et Oman sont séparés par le djebel akhdar, autrement appelé « la montagne verte » (en arabe : الجبل الأخضر). La troisième partie de l'Oman historique (Arabie orientale) était prétendue « côte des pirates », et qui sera plus tard connue sous le nom de traité d'Oman. La quatrième partie de l'Oman historique et actuelle est le gouvernorat du Dhofar.
Il est important de ne pas confondre l'empire d'Oman avec l'Empire ottoman (1299-1922).

## Histoire
Lors de sa création en 1856, Mascate et Oman s'étend du sud-est de l'Arabie et le long des côtes orientales de l'Afrique, de l'actuelle Somalie jusqu'à Zanzibar : c'est le centre d'un véritable empire colonial, dont l'influence réelle va du Baloutchistan au nord de l'actuel Mozambique, enrichi par le commerce des esclaves et des épices. Le 6 avril 1861, il perd l'intégralité de ses possessions africaines lorsque le sultanat de Zanzibar accède à l'indépendance, appuyé par l'Angleterre et la France. À la suite de l'abolition de l'esclavage et de sa traite dans les empires britannique et français, principaux importateurs d'esclaves, le sultanat subit un fort déclin économique qui se ressent jusque dans la démographie (entre 1850 et 1870, Mascate passe de 55 000 à 8 000 habitants). Le sultanat est finalement placé de fait sous protectorat britannique de 1891 à 1970, tout en conservant nominalement son indépendance. En 1970, le sultan Qabus ibn Saïd (1940-2020) accède au pouvoir et réorganise le pays, notamment en changeant son nom qui devient simplement Oman, Mascate restant la capitale.

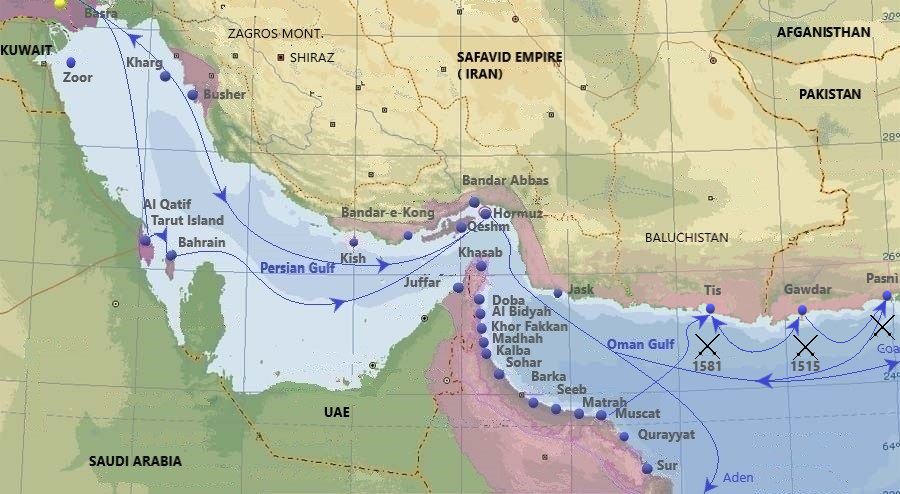
Carte des implantations portugaises dans le golfe Persique entre 1550 et 1700.
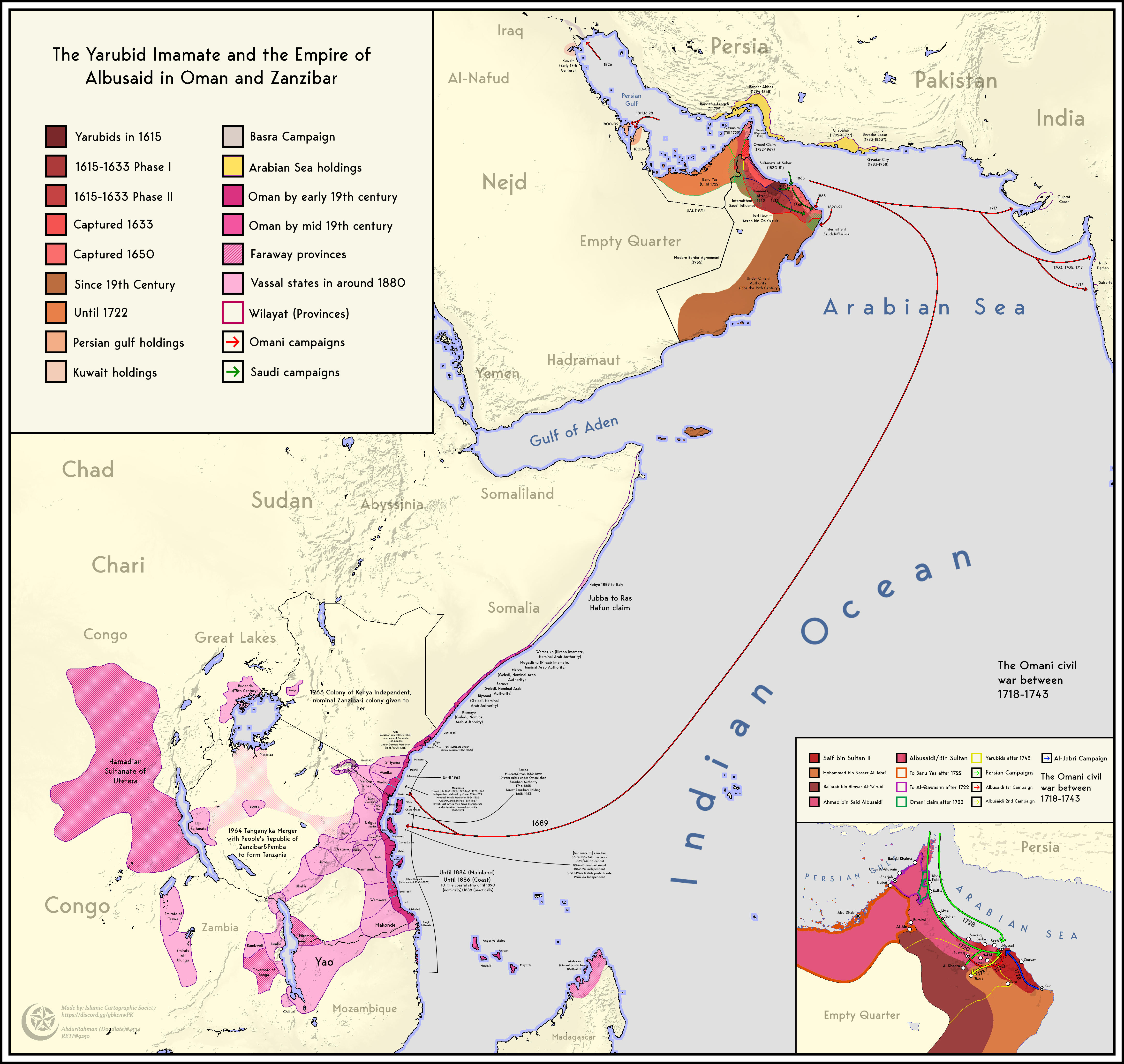
Carte du sultanat.
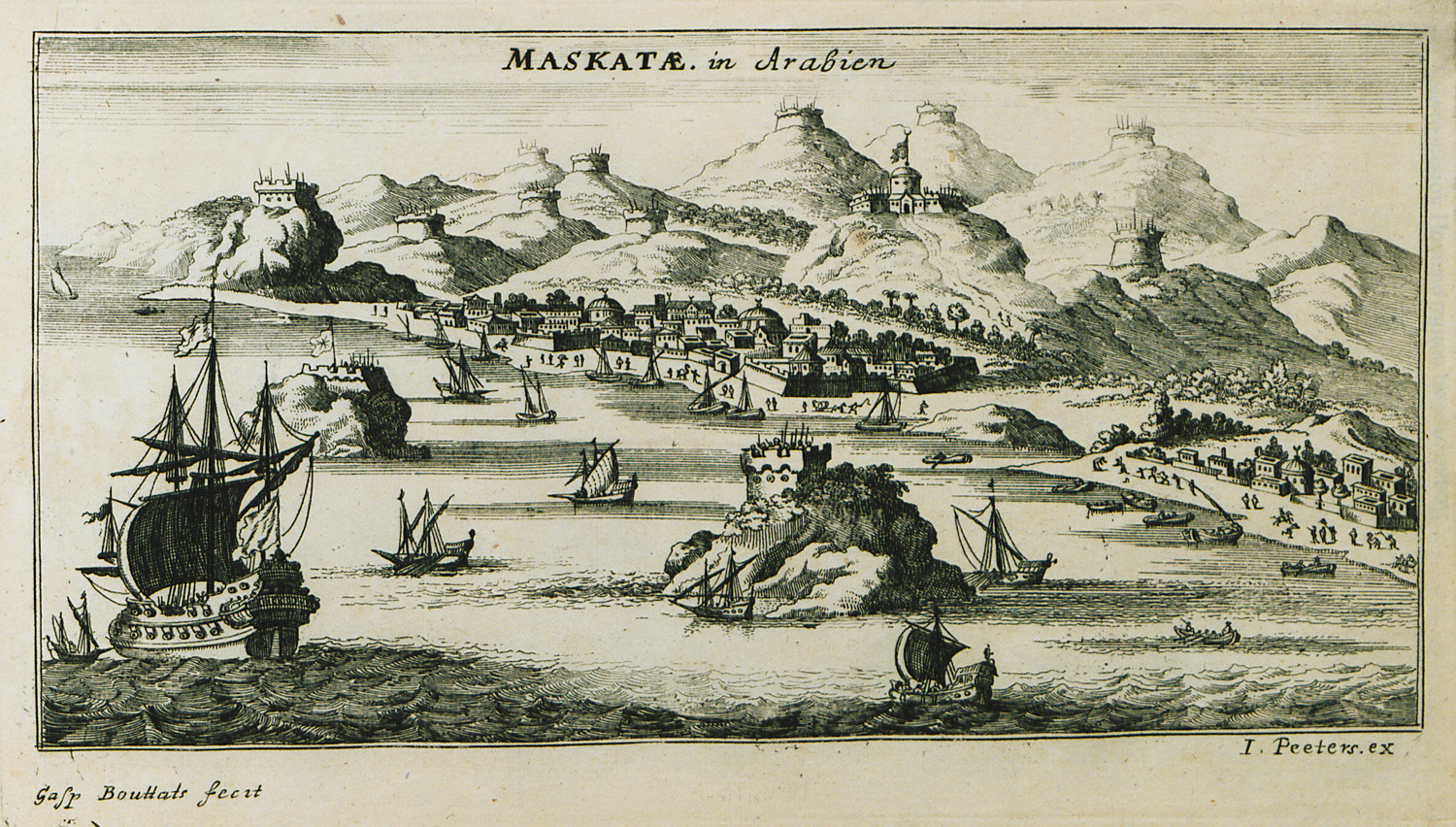
Mascate en 1690.
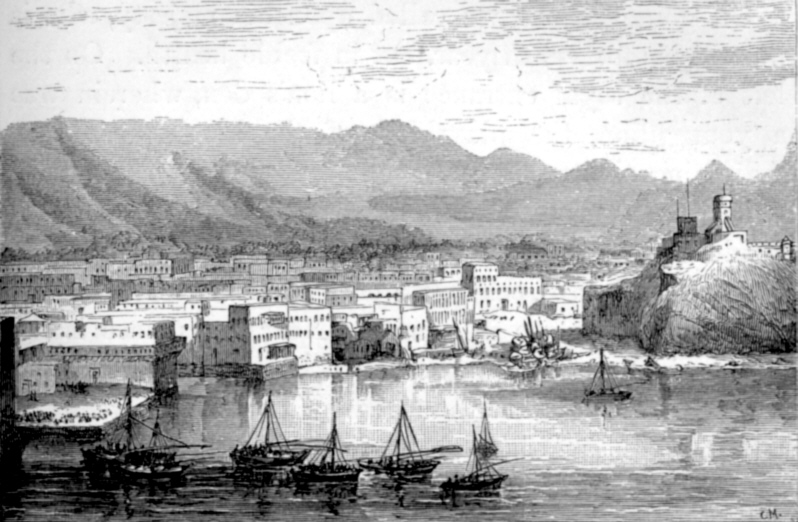
Mascate en 1876.
Extension maximale du sultanat au XIXe siècle : influence en réalité limitée aux comptoirs de la côte, de culture swahilie